# NGC 7242
NGC 7242 في الفهرس العام الجديد، هي مجرة، تقع في كوكبة العظاءة. اكتشفت في أغسطس 1865 بواسطة إدوارد ستيفان.

## روابط خارجية
- NGC 7242 على موقع ويكي سكاي: DSS2, SDSS, GALEX, IRAS, Hydrogen α, X-Ray, Astrophoto, Sky Map, Articles and images